# 僕らだけの歌
「僕らだけの歌」（ぼくらだけのうた）は、ロードオブメジャーのインディーズ3枚目のシングル。2003年8月6日にtearbridge recordsよりリリースされた。

## 概要
- ロードオブメジャーとしての初動売り上げは最高枚数である。しかし強豪アーティストに阻まれ、6位に留まった。
- 本作は「僕らだけの歌」の単独A面だが、過去に、公式サイトでカップリングの「春雨」と両A面で記載されていたことがある。
- PVは、メンバーの松本賢一の母校東京農業大学第二高等学校で撮影された。さらにフラフープのギネス記録挑戦という内容で実際にギネス記録は更新した（現在は塗り替えられている）。
- 「僕らだけの歌」が、『第23回全国高等学校クイズ選手権』のテーマソングに起用されたことから、同大会で全国制覇した神奈川県代表（当時）の栄光学園高校にて、特別ライブを開催した。また、『CR奇跡の電役キャプテンロバートZ』の主題歌としても起用され、同パチンコの、大当たりの連チャンによるレベルアップでレベルが20に達したら（約60連チャン）次ゲームよりこの歌に流れる。

## 収録曲
全曲 作詞・作曲:北川賢一 編曲:ロードオブメジャー
1. 僕らだけの歌
日本テレビ『第23回全国高等学校クイズ選手権』テーマソング
2. 春雨
フジテレビ系『HEY!HEY!HEY!』2003年8・9月度エンディングテーマ
3. 東の空に